# Dreamer - La strada per la vittoria
Dreamer - La strada per la vittoria (Dreamer: Inspired By a True Story) è un film del 2005 diretto da John Gatins, e interpretato da Kurt Russell e Dakota Fanning.

## Trama
Soñador, un'ottima cavalla da corsa, detta Sonia, ha un incidente sulla pista, rompendosi una zampa. Ben, un addestratore di cavalli, le salva la vita portandola a casa con sé e decidendo di curarla con l'aiuto di sua figlia Cale, anche se così facendo perde il lavoro. Per guadagnare dei soldi e poter continuare a curare la cavalla decidono di farla accoppiare ma, facendo altri test, si scopre che non può avere figli. Ben decide quindi di venderla ma Cale si oppone e, ottenendo la proprietà della cavalla, decide di farla gareggiare nella Breeders' Cup Classic, la gara più importante per cavalli da corsa. Soñador facendo una gara senza precedenti riesce a vincere, risultando la quinta cavalla a partecipare e la prima a vincere questa competizione.